# 弗拉基米尔·费奥多罗维奇·弗拉基米罗夫
弗拉基米尔·费奥多罗维奇·弗拉基米罗夫（羅馬化：Vladimir Fyodorovich Vladimirov；1914年7月9日—1943年12月）是苏联红军中尉、苏联英雄。由于他在二战期间的第聂伯河战役中的表现，他死后被追授苏联英雄称号和列宁勋章。弗拉基米洛夫于1943年12月阵亡。